# منتخب رومانيا لكأس فيد
منتخب رومانيا لكأس فيد هو ممثل رومانيا الرسمي في كرة المضرب في كأس فيد.